# Nikobarski jezici
Nikobarski jezici  skupina od (6) mon-khmerskih jezika kojima se služe prastanovnici Nikobara, Nikobarci, Indija. Dijeli se na pet podskupina, to su: 
a. Car (1): car nikobarski [caq] , 37.000 (2005).
b. chowra-teressa (2): chaura [crv], 2.020 (2000); teressa [tef], 2.080 (2001)..
c. Veliki Nicobar (1): južnonikobarski [nik], 57.500 (2001).
d. Nancowry (1): centralnonikobarski [ncb], 10.100 (2001 popis).
e. Shom Peng (1): shom peng [sii], 400 (2004).

## Vanjske poveznice
- Ethnologue (14th)
- Ethnologue (15th)